# Saint-Vérand (Isère)
 Saint-Vérand  es una población y comuna francesa, en la región de Ródano-Alpes, departamento de Isère, en el distrito de Grenoble y cantón de Saint-Marcellin.

## Demografía
| 886 | 839 | 1044 | 1251 | 1348 | 1441 |
| Para los censos de 1962 a 1999 la población legal corresponde a la población sin duplicidades (Fuente: INSEE [Consultar]) |     |      |      |      |      |